# Psychopharmakologie
Die Psychopharmakologie (von altgriechisch ψῡχή, psȳchē,  „Seele“, und von „Pharmakologie“ von φάρμακον, Pharmakon) ist die (interdisziplinäre) Wissenschaft von den Psychopharmaka.
Die Neuropharmakologie hatte sich bereits vor einer systematischen Psychopharmakologie entwickelt, nämlich zu Beginn des 20. Jahrhunderts, als man langsam ein zunehmendes Verständnis für die Funktionsweise des Nervensystems, und hier im Speziellen auch von einzelnen Nervenzellen, zu entwickeln begann.
Die Psychopharmakologie untersucht und beschreibt die Wirkungsweisen von psychoaktiven Substanzen bei Mensch und Tier und deren Anwendungen mit therapeutischer Zielsetzung. Psychopharmakologie bezeichnet somit das spezielle Gebiet der Pharmakologie, das sich auf die pharmakologischen Kenntnisse zentralnervös wirksamer Substanzen mit Wirkungen auf die Psyche konzentriert, während sich Pharmakopsychiatrie sowohl auf die Erforschung der für die Psychiatrie zu nutzenden therapeutischen Wirkungsqualitäten von Psychopharmaka, als auch auf die Manifestation psychischer Störungen durch Pharmaka erstreckt. Damit Medikamente (also chemisch spezifizierte Substanzen) als Psychopharmaka bezeichnet werden dürfen, müssen sie drei definitorischen Kriterien genügen: sie müssen obligatorisch psychotrope Effekte haben und wegen dieser Effekte gezielt eingesetzt werden.
Als psychotrop oder psychoaktiv werden diejenigen chemischen Stoffe bezeichnet, die über ihre zentralnervösen Effekte auf Verhalten und Erleben wirken. Zu dieser Kategorie psychoaktiver Substanzen gehören Psychopharmaka als Gruppe von Substanzen, die wegen ihrer psychoaktiven Wirkungen therapeutisch eingesetzt werden. Eine andere Gruppe psychoaktiv wirkender Substanzen, deren Einsatz nicht primär therapeutisch ist, wohl aber durch ihre Erlebens- und Verhaltenswirkungen motiviert wird, werden als Genuss- oder Suchtmittel, soziale Drogen oder Rauschdrogen bezeichnet.
Entscheidend für Psychopharmakologen ist, in welcher Weise ein Wirkstoff:
- auf die Speicherung und Freisetzung von Neurotransmittern
- auf die prä- und postsynaptischen Rezeptoren und
- die Wiederaufnahme und den Abbau von Neurotransmittern

im ZNS wirkt und welche Effekte auf Erlebens- und Verhaltensebene damit verbunden sind.
Probleme der Psychopharmakologie sind das hohe Ansprechen auf Placebos bei psychischen Störungen, das unterschiedliche Ansprechen der Substanzen bei einzelnen Menschen, die relativ geringe Wirksamkeit und die fehlenden Kenntnisse über die Ursachen der psychischen Störungen.
Auch vor 1900 wurden Medikamente gegen psychische Krankheiten eingesetzt. Es fehlte jedoch eine wissenschaftliche Basis.